# Robots Supremacy
Pour les articles homonymes, voir Supremacy (homonymie).
Pour plus de détails, voir Fiche technique et Distribution.
Robots Supremacy (Robot Overlords, anciennement Our Robot Overlords) est un film de science-fiction britannique coécrit et réalisé par Jon Wright, sorti en 2014.

## Synopsis
Dans le futur, dans une Grande-Bretagne occupée par des robots extra-terrestres, une bande d'adolescents tente de survivre, tout en menant la résistance aux envahisseurs et à leurs alliés humains.

## Fiche technique
- Titre original : Robot Overlords (anciennement Our Robot Overlords)
- Titre français : Robots Supremacy
- Réalisation : Jon Wright

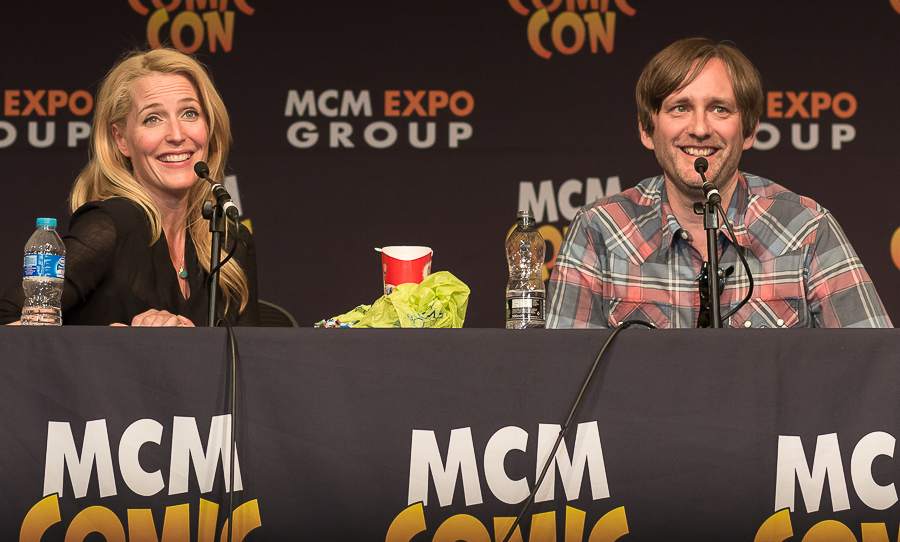
L'actrice Gillian Anderson et le réalisateur Jon Wright au MCM London Comic-Con, en mai 2015.

- Scénario : Mark Stay et Jon Wright
- Direction artistique : Fiona Gavin
- Décors : Tom McCullagh
- Costumes : Hazel Webb-Crozier
- Photographie : Fraser Taggart
- Montage : Matt Platts-Mills
- Musique : Christian Henson
- Production : Piers Tempest
- Sociétés de production : Embankment Films ; Pinewood Studios, British Film Company, British Film Institute, Northern Ireland Screen, Tempo Productions Limited, Umbra Telegraph Pictures (coproductions)
- Sociétés de distribution : Signature Entertainment (Royaume-Uni), Trade Media (France)
- Budget : 75 000 000 dollars américains[1][réf. obsolète]
- Pays d'origine :  Royaume-Uni
- Langue originale : anglais
- Format : couleur
- Genre : science-fiction
- Durée : 90 minutes
- Dates de sortie : 
  - Royaume-Uni : 18 octobre 2014 (Festival du film de Londres), 27 mars 2015 (nationale)
  - France : 2 février 2016 (DVD et Blu-ray)

## Distribution
- Callan McAuliffe (VF : Jean-Pierre Leblan / VQ : François-Nicolas Dolan) : Sean Flynn
- Gillian Anderson (VF : Nathalie Bienaimé) : Kate Flynn, mère de Sean
- Ben Kingsley (VF : Féodor Atkine) : Robin Smythe, membre du corps des volontaires, allié des robots
- Geraldine James : Monique
- Steven Mackintosh (VF : Jean-Marco Montalto) : Danny
- James Tarpey (VF : Adrien Solis) : Nathan
- Milo Parker (VF : Martha Melo) : Connor
- Ella Hunt (VF : Marie Nonnenmacher) : Alexandra « Alex », sœur de Nathan
- Tamer Hassan (VF : Yann Pichon) : Wayne
- Lalor Roddy (VF : Christophe Seugnet) : Swann « Swanny »
- Justin Salinger (VF : Jules Thibault) : père de Connor
- Roy Hudd (VF : Mathieu Rivolier) : Martin
- Nicholas Farrell (VF : Jérôme Keen) : voix des robots

 Source et légende : version française (VF) sur RS Doublage et carton de doublage.